# مرتزتاون (پنسیلوانیا)
مرتزتاون (به انگلیسی: Mertztown) یک منطقهٔ مسکونی در ایالات متحده آمریکا است که در شهرستان برکس، پنسیلوانیا واقع شده‌است. مرتزتاون ۶۶۴ نفر جمعیت دارد و ۱۴۲٫۰۴ متر بالاتر از سطح دریا واقع شده‌است.